# Țibana
Țibana – wieś w Rumunii, w okręgu Jassy, w gminie Țibana. W 2011 roku liczyła 710 mieszkańców.